# Liste der Biografien/Yb
Liste der Biografien |
Portal Biografien |
Personensuche
# |
A |
B |
C |
D |
E |
F |
G |
H |
I |
J |
K |
L |
M |
N |
O |
P |
Q |
R |
S |
T |
U |
V |
W |
X |
Y |
Z |
?
 
Ya |
Yb |
Yc |
Yd |
Ye |
Yf |
Yg |
Yh |
Yi |
Yk |
Yl |
Ym |
Yn |
Yo |
Yp |
Yr |
Ys |
Yt |
Yu |
Yv |
Yw |
Yx |
Yz
Die Liste der Biografien führt alle Personen auf, die in der deutschsprachigen Wikipedia einen Artikel haben. Dieses ist eine Teilliste mit 8 Einträgen von Personen, deren Namen mit den Buchstaben „Yb“ beginnt.

## Yb

### Yba
- Ybarnégaray, Jean (1883–1956), französischer Politiker
- Ybarra, Al (1906–1986), mexikanischstämmiger Maler, Architekt und Filmarchitekt

### Ybb
- Ybbs, Sebastian (* 1960), deutscher Künstler und Schriftsteller

### Ybe
- Ybertracher, Simon (1694–1772), Tiroler Barockmaler

### Ybl
- Ybl, Miklós (1814–1891), ungarischer Architekt

### Ybo
- Yborch, Hermann († 1410), Ratsherr der Hansestadt Lübeck

### Ybr
- Ybrajymow, Jermachan (* 1972), kasachischer Boxer

### Yby
- Ybyrajew, Nurlan (* 1977), kasachischer Schachspieler und -schiedsrichter